# Quezada
Quezada è un comune del Guatemala facente parte del dipartimento di Jutiapa.